# Liste der Biografien/Ame
Liste der Biografien |
Portal Biografien |
Personensuche
# |
A |
B |
C |
D |
E |
F |
G |
H |
I |
J |
K |
L |
M |
N |
O |
P |
Q |
R |
S |
T |
U |
V |
W |
X |
Y |
Z |
?
 
Aa |
Ab |
Ac |
Ad |
Ae |
Af |
Ag |
Ah |
Ai |
Aj |
Ak |
Al |
Am |
An |
Ao |
Ap |
Aq |
Ar |
As |
At |
Au |
Av |
Aw |
Ax |
Ay |
Az
 
Ama |
Amb |
Amc |
Amd |
Ame |
Amf |
Amg |
Amh |
Ami |
Amj |
Amk |
Aml |
Amm |
Amn |
Amo |
Amp |
Amr |
Ams |
Amt |
Amu |
Amw |
Amy |
Amz
Die Liste der Biografien führt alle Personen auf, die in der deutschsprachigen Wikipedia einen Artikel haben. Dieses ist eine Teilliste mit 361 Einträgen von Personen, deren Namen mit den Buchstaben „Ame“ beginnt.

## Ame
- Amé III. de Sarrebruck-Commercy (1495–1525), französischer Adliger und Militär
- Ame Pal, tibetischer Krieger und Gründer des Königreichs Mustang
- Amè, Cesare (1892–1983), italienischer General; Chef des militärischen Nachrichtendienstes (1940–1943)

### Ameb
- Amebaw, Likina (* 1997), äthiopische Langstreckenläuferin

### Amec
- Ameche, Alan (1933–1988), US-amerikanischer American-Football-Spieler
- Ameche, Don (1908–1993), US-amerikanischer Schauspieler
- Amecke, Franz (1861–1933), deutscher römisch-katholischer Geistlicher
- Amecke, Philipp von Wrede zu († 1677), deutscher katholischer Priester, Domdekan in Worms und Administrator

### Amed
- Amed, Mamoud (* 1945), brasilianischer Unternehmer und Kommunalpolitiker
- Amédédjisso, Kossivi (* 2001), togoischer Fußballspieler
- Amedegnato, Djifa (* 2003), deutscher Volleyballspieler
- Amedeo von Belgien (* 1986), belgischer Adeliger, Prinz von Belgien, Erzherzog von Österreich-Este
- Amedeo von Savoyen-Aosta (1898–1942), 3. Herzog von Aosta, Herzog von Apulien, Vizekönig von Italienisch-OstafrikaAmedeo von Savoyen-Aosta (1898–1942)

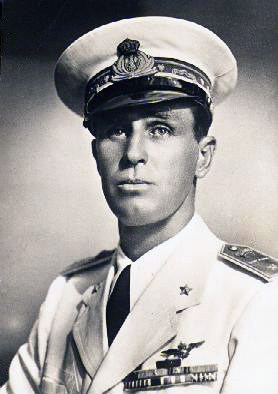
Amedeo von Savoyen-Aosta (1898–1942)

- Amedi, Idan (* 1988), israelischer Sänger und Schauspieler
- Amedick, Martin (* 1982), deutscher Fußballspieler
- Amedick, Rita (* 1958), deutsche Klassische Archäologin
- Amedokpo, Joseph (* 1946), in Togo geborener Maler
- Amedome, Vincentia (* 1981), togoische Fußballschiedsrichterin
- Amedori, John Patrick (* 1987), US-amerikanischer Schauspieler und Rockmusiker

### Amee
- Amee (* 2000), vietnamesische Sängerin
- Amée, Jacques-Pierre (* 1953), Schweizer Schriftsteller
- Ameen, Aml (* 1985), britischer Theater-, Film- und FernsehschauspielerAml Ameen (* 1985)

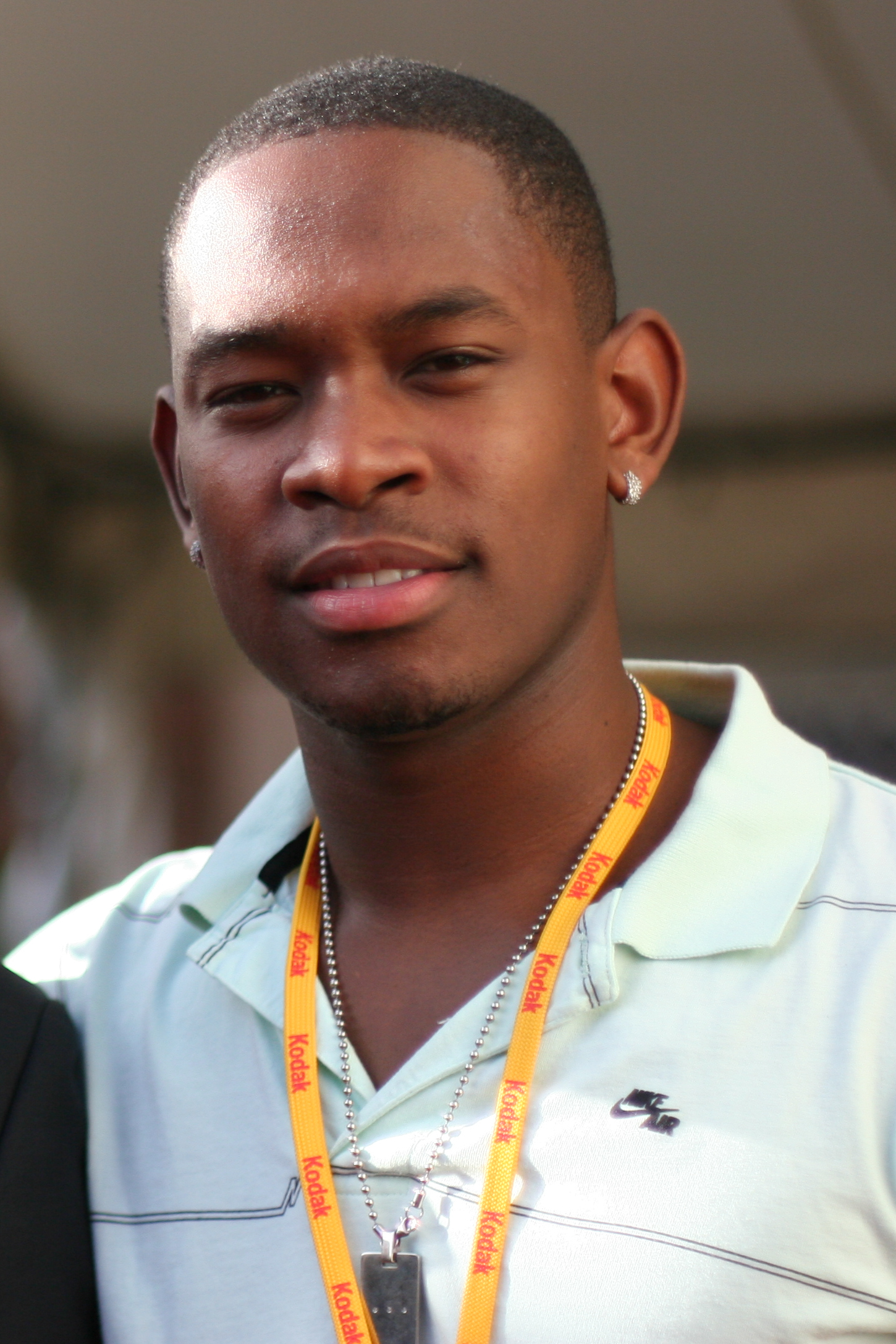
Aml Ameen (* 1985)

- Améen, Märta (1871–1940), schwedische Malerin und Bildhauerin
- Ameen, Ramsey (1945–2019), US-amerikanischer Mathematiker und Jazzmusiker
- Ameen, Robby (* 1960), US-amerikanischer Jazzschlagzeuger
- Ameen, Sidra (* 1992), pakistanische Cricketspielerin
- Ameerali, Robert (* 1961), surinamischer Politiker

### Ameg
- Amega, Delaila (* 1997), niederländische Handballspielerin und -trainerin
- Ameganvi, Isabelle, togoische Politikerin der UFC
- Amegee, Aissata (* 1975), togoische Fußballschiedsrichterin
- Ameghino, Florentino (1853–1911), argentinischer Naturforscher, Zoologe, Paläontologe, Geologe und Anthropologe

### Ameh
- Ameh, Aruwa (1990–2011), nigerianischer Fußballspieler
- Ameh-Otache, Ajuma (1984–2018), nigerianische Fußballspielerin

### Amei
- Ameinias, antiker griechischer Aulet
- Ameinias, Dichter der Neuen Komödie
- Ameinias, griechischer Trierenkapitän
- Ameinokles von Korinth, Schiffbaumeister aus Korinth
- Ameipsias, antiker griechischer Dichter der Alten Komödie
- Ameis, Karl Friedrich (1811–1870), deutscher klassischer Philologe
- Ameis, Otto (1881–1958), deutscher Architekt
- Ameis, Renate (* 1943), deutsche Basketballspielerin
- Ameisbichler, Karl (* 1927), österreichischer Boxer
- Ameisen, Jean Claude (* 1951), französischer Arzt und Autor
- Ameisen, Olivier (1953–2013), französischer Kardiologe und Buchautor
- Ameisenowa, Zofia (1897–1967), polnische Kunsthistorikerin und Bibliothekarin

### Amej
- Amejko, Lidia (* 1955), polnische Schriftstellerin

### Amek
- Amekudzi, Meinolf, deutscher Programmierer

### Amel
- Amēl-Marduk († 560 v. Chr.), König von Babylon
- Amelang, Carl Ludwig (1755–1819), preußischer Jurist und Beamter
- Amelang, Heinz (1914–1970), deutscher Politiker (LDP/FDP)
- Amelang, Manfred (* 1939), deutscher Experimentalpsychologe
- Amelang, Theodor (1812–1844), deutscher Jurist und Lyriker
- Amelchenko, Olga (* 1988), russische Jazzmusikerin
- Ameler, Hermann (1811–1904), evangelischer Geistlicher und preußischer Parlamentarier
- Amelhaf, Mohamed (* 1997), französischer Fußballspieler
- Amelia Sophie von Großbritannien, Irland und Hannover (1711–1786), Mitglied aus dem Haus HannoverAmelia Sophie von Großbritannien, Irland und Hannover (1711–1786)

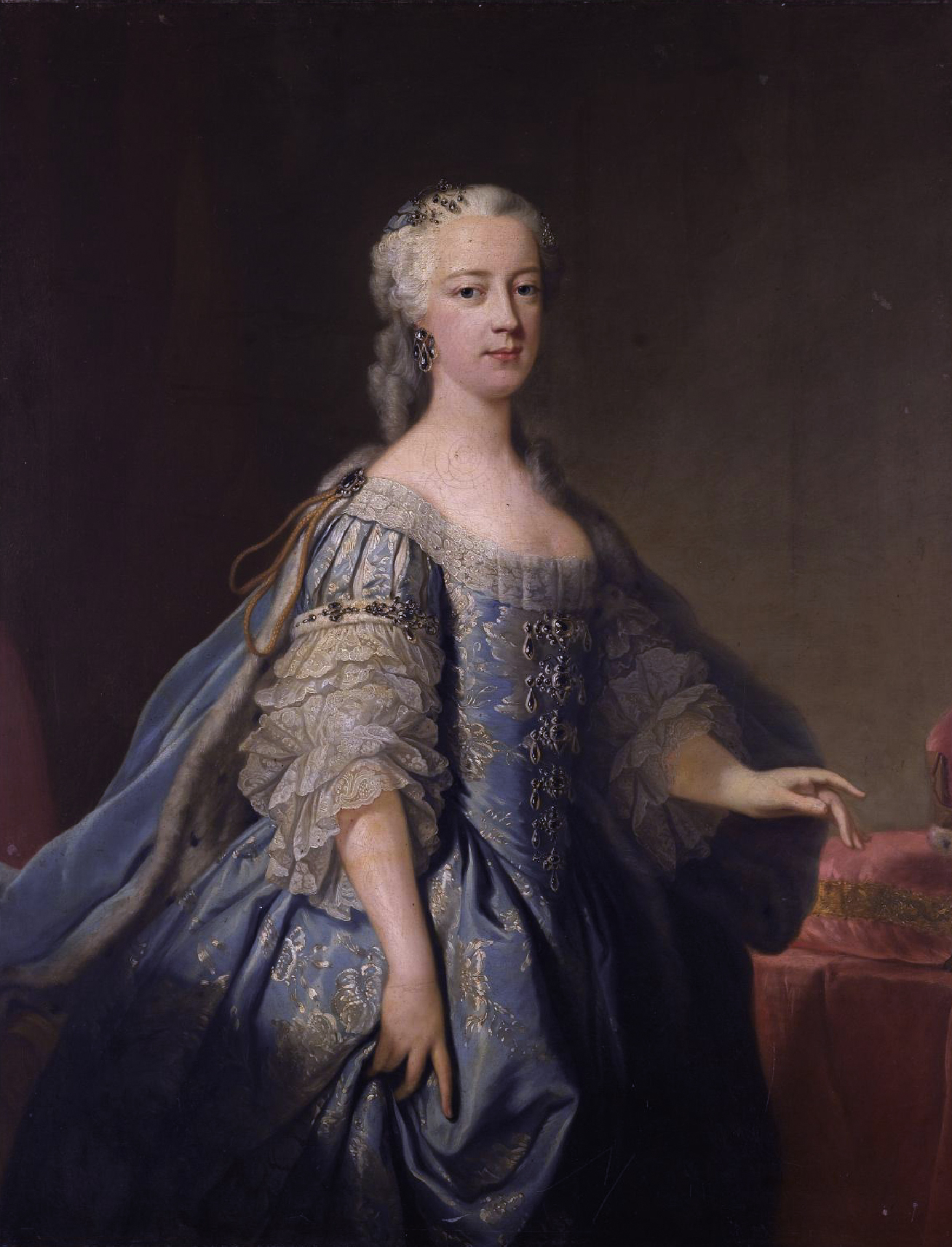
Amelia Sophie von Großbritannien, Irland und Hannover (1711–1786)

- Amelia von Masowien († 1434), polnische Prinzessin und sächsische Fürstin
- Amelia, Marco (* 1982), italienischer Fußballtorhüter
- Amelia, Ririn (* 1993), indonesische Badmintonspielerin
- Amélie d’Orléans (1865–1951), Königin von Portugal
- Amelie, Maria (* 1985), russische Autorin, Immigrantin in Norwegen
- Amelin, Anatoli Nikolajewitsch (* 1946), russischer Tischtennisspieler
- Amelin, Ferdinand (1868–1947), österreichisch-ungarischer Steinmetz des Historismus, Richter in Kaisersteinbruch
- Amelin, Isnelle (1907–1994), französische Politikerin und Gewerkschafterin
- Amelina, Laima (* 1948), litauische Tischtennisspielerin
- Amelina, Wiktorija (1986–2023), ukrainische Schriftstellerin
- Amélineau, Émile (1850–1915), französischer Ägyptologe und Koptologe
- Ameling, Dieter (1941–2020), deutscher Manager
- Ameling, Elly (* 1933), niederländische Opernsängerin (Sopran)
- Ameling, Marlies (* 1952), deutsche Formgestalterin und Industriedesignerin
- Ameling, Walter (1926–2010), deutscher Elektrotechniker
- Ameling, Walter (* 1958), deutscher Althistoriker
- Amelino-Camelia, Giovanni (* 1965), italienischer theoretischer Physiker
- Amelio, Austin (* 1988), US-amerikanischer SchauspielerAustin Amelio (* 1988)

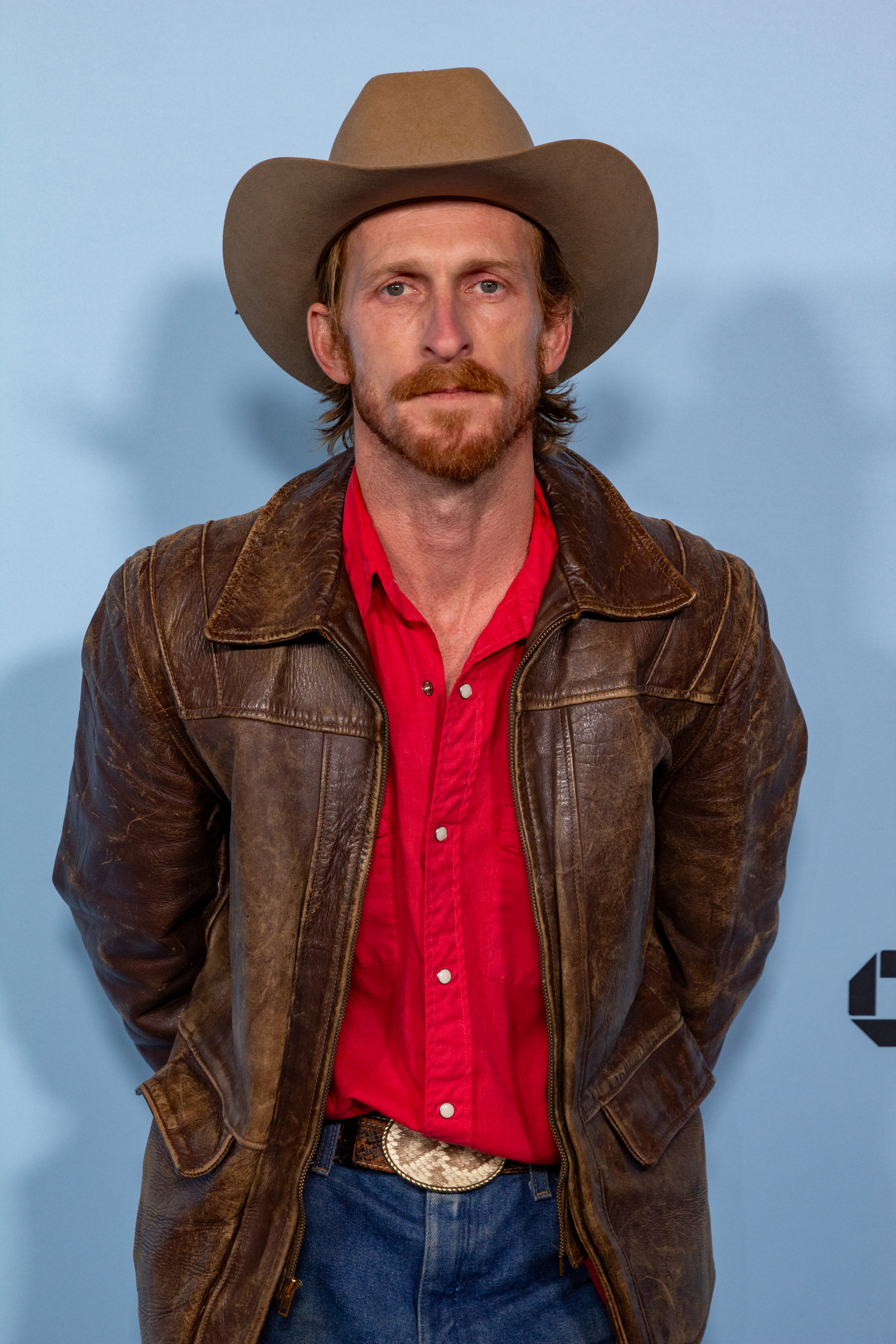
Austin Amelio (* 1988)

- Amelio, Gianni (* 1945), italienischer Filmregisseur
- Amelio, Gil (* 1943), US-amerikanischer Physiker und Manager
- Amelio, Lucio (1931–1994), italienischer Sammler und Kunsthändler
- Amelios Gentilianos, antiker Philosoph
- Amell, Karl-Magnus (* 1930), schwedischer Radrennfahrer
- Amell, Robbie (* 1988), kanadisch-amerikanischer Schauspieler, FilmproduzentRobbie Amell (* 1988)

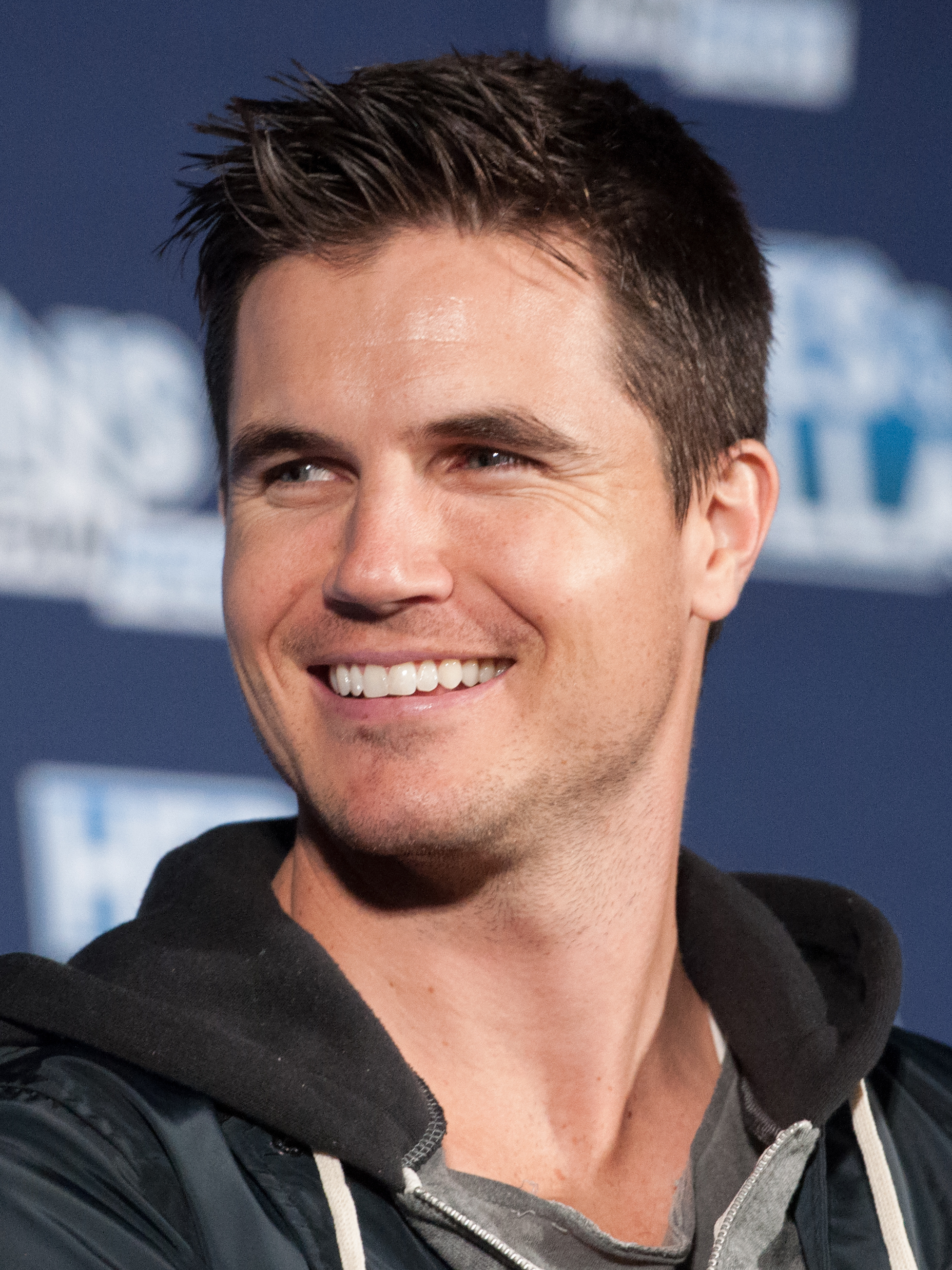
Robbie Amell (* 1988)

- Amell, Stephen (* 1981), kanadischer Schauspieler
- Amellér, André (1912–1990), französischer Komponist, Dirigent, Musikpädagoge und Kontrabassist
- Ameller, Michel (1926–2022), französischer Jurist und Verwaltungsbeamter
- Amèlli, Ambrogio Maria (1848–1933), italienischer Theologe, Literaturwissenschaftler, Musikwissenschaftler, Archivar, Bibliothekar sowie Prior der Abtei Montecassino
- Ameln, David (* 1978), deutscher Opernsänger (Tenor bzw. Tenorbuffo)
- Ameln, Elsbeth von (1905–1990), deutsche Juristin und Strafverteidigerin
- Ameln, Fritz von (1901–1970), deutscher Politiker (CDU), MdL
- Ameln, Gerald (* 2001), deutscher American-Football-Spieler
- Ameln, Karl-Robert (1919–2016), schwedischer Segler
- Ameln, Konrad (1899–1994), deutscher Hymnologe und Musikwissenschaftler
- Ameln, Michael von (* 1971), deutscher Hockey-Schiedsrichter
- Amelot de Chaillou, Jean-Jacques (1689–1749), französischer Politiker, Außenminister und Mitglied der Académie française
- Amelot, Daniel (1935–2016), französischer Jazzmusiker
- Amelow, Marco (* 1974), deutscher Basketballtrainer
- Amels, Douwe (* 1991), niederländischer Leichtathlet
- Ameltschanka, Anton (* 1985), belarussischer Fußballspieler
- Amelung von Verden († 962), deutscher römisch-katholischer Bischof
- Amelung, Eberhard (1926–2008), deutscher evangelischer Theologe und Sozialethiker
- Amelung, Ernst-Wolfram (1909–1988), deutscher Jurist
- Amelung, Friedrich (1842–1909), baltischer Industrieller und Schachspieler
- Amelung, Gerold (* 1950), deutscher Diplomat
- Amelung, Hans-Jürgen (1924–1996), deutscher Bankmanager
- Amelung, Heinz (1880–1940), deutscher Literaturwissenschaftler
- Amelung, Hermann (1829–1899), deutscher Jurist und Manager
- Amelung, Hugo (1857–1948), deutscher Arzt
- Amelung, Iwo (* 1962), deutscher Sinologe und Hochschullehrer
- Amelung, Karl Gustav (1818–1866), deutscher Bergbeamter
- Amelung, Knut (1939–2016), deutscher Strafrechtswissenschaftler
- Amelung, Ludwig Franz (1798–1849), deutscher Arzt und Fachautor
- Amelung, Martin (1937–2006), deutscher Strafverteidiger
- Amelung, Peter (1934–2020), deutscher Bibliothekar und Buchwissenschaftler
- Amelung, Philipp (* 1973), deutscher Dirigent, Universitätsmusikdirektor der Universität Tübingen
- Amelung, Robert (1877–1964), deutscher Militärarzt, zuletzt Marinegeneralarzt
- Amelung, Walter (1865–1927), deutscher klassischer Archäologe
- Amelung, Walther (1894–1988), deutscher Mediziner und Experte für Bioklimatologie und Balneologie
- Amelunxen, Aloysius von (1787–1860), kurhessischer Generalleutnant und Mitglied der kurhessischen Ständeversammlung
- Amelunxen, Arnold von (1849–1910), preußischer Generalleutnant
- Amelunxen, August von (1828–1900), preußischer Generalleutnant
- Amelunxen, Friedrich von (1860–1916), preußischer Generalmajor
- Amelunxen, Hermann von († 1580), deutscher Drost und Pfandherr des Amtes Grönenberg
- Amelunxen, Hubertus von (* 1958), deutscher Kunstwissenschaftler mit dem Schwerpunkt der Geschichte und Theorie der Fotografie
- Amelunxen, Rudolf (1888–1969), deutscher Politiker (Zentrum), MdL, MdB

### Amem
- Amemar II., jüdischer Gelehrter (Amoräer)
- Amematekpor, Maureen Abla (* 1954), ghanaische Diplomatin im Ruhestand
- Amemiya, Keita (* 1959), japanischer Game-Character-Designer und Filmregisseur
- Amemiya, Tomoko, japanische Skeletonpilotin

### Amen
- Amen, John (1898–1960), amerikanischer Staatsanwalt
- Amen, Matthias (* 1965), deutscher Wirtschaftswissenschaftler
- Amenábar, Alejandro (* 1972), chilenisch-spanischer Filmregisseur, Drehbuchautor und KomponistAlejandro Amenábar (* 1972)

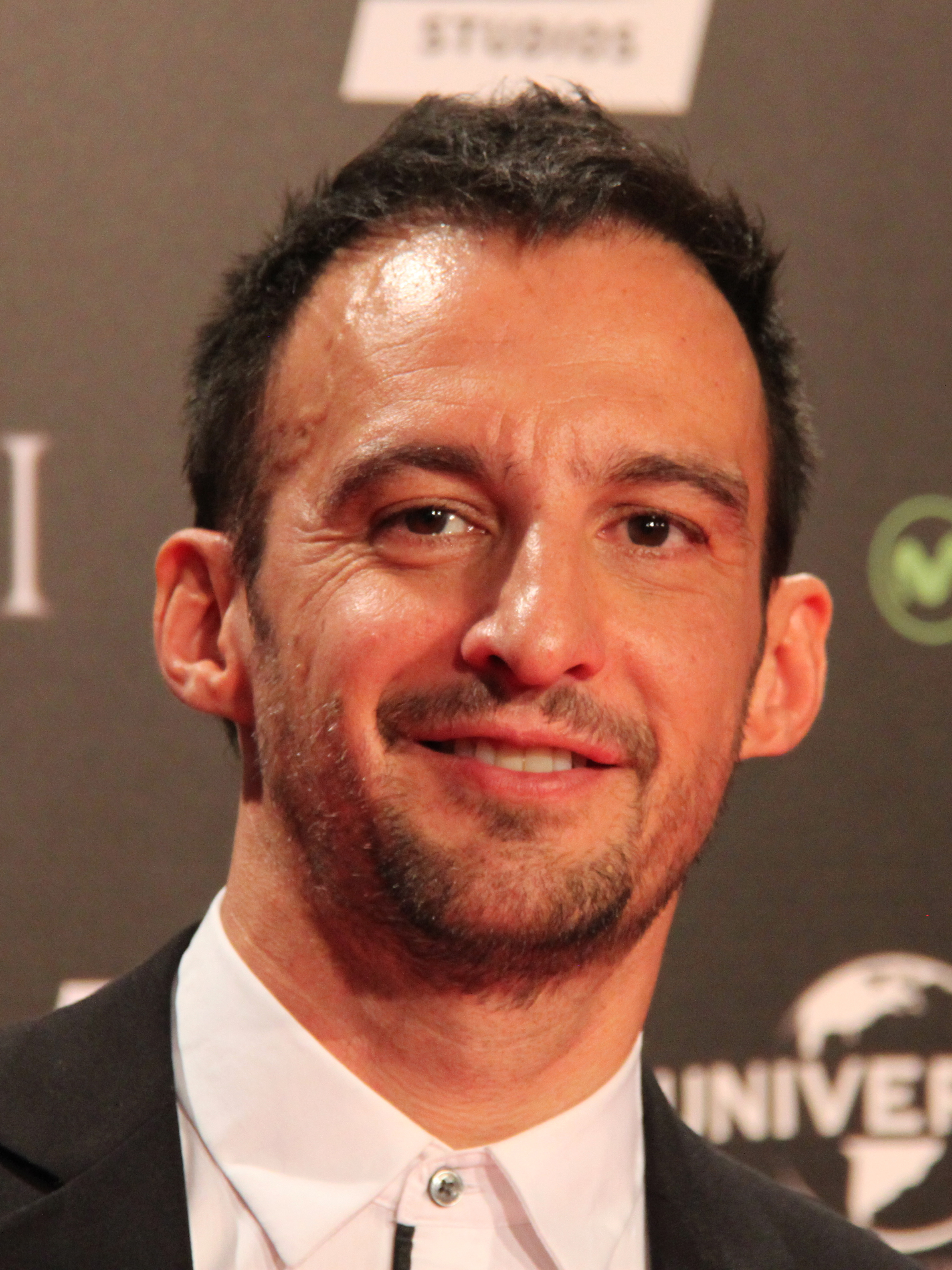
Alejandro Amenábar (* 1972)

- Amenábar, Juan (1922–1999), chilenischer Komponist
- Amend, Bill (* 1962), US-amerikanischer Comiczeichner
- Amend, Christoph (* 1974), deutscher Journalist
- Amend, Curt (* 1884), deutscher Redakteur und Journalist
- Amend, Erwin (1919–1997), deutscher Komponist und Konzertmeister
- Amend, Georg (* 1899), deutscher Funktionär im Versicherungswesen
- Amend, Kevin (* 1993), deutscher E-Sportler
- Amend, Kurt (1904–1977), deutscher Kriminalpolizist und SS-Führer
- Amend, Lars (* 1978), deutscher Schriftsteller
- Amend, Otto (* 1876), deutscher Jurist und nationalsozialistischer Funktionär
- Amend, Rolf-Dieter (1949–2022), deutscher Kanute und Kanutrainer
- Amend, Rudolf (1891–1968), deutscher Politiker (CDU), MdL
- Amend, Salome (* 1990), deutsche Schlagzeugerin und Perkussionistin
- Amend, Werner (* 1953), deutscher Politiker (parteilos)
- Amend-Glantschnig, Birgit (* 1960), deutsche Kommunalpolitikerin (CDU)
- Amend-Traut, Anja (* 1966), deutsche Rechtswissenschaftlerin
- Amenda, Aurèle (* 2003), Schweizer Fußballspieler
- Amenda, Carl (1771–1836), deutsch-baltischer Theologe und Geiger
- Amenda, Lars (* 1970), deutscher Historiker
- Amende, Andreas (* 1955), deutscher Politiker (SDP/SPD), MdV, MdB
- Amende, Lena (* 1982), deutsche Schauspielerin
- Amendola, Claudio (* 1963), italienischer Schauspieler und Filmproduzent
- Amendola, Danny (* 1985), US-amerikanischer American-Football-Spieler auf der Position des Wide Receiver und Kickoff Returner
- Amendola, Ferruccio (1930–2001), italienischer Schauspieler und Synchronsprecher
- Amendola, Gina (1896–1968), italienische Schauspielerin
- Amendola, Giorgio (1907–1980), italienischer Politiker und Schriftsteller
- Amendola, Giovanni (1882–1926), italienischer Politiker, Mitglied der camera und Journalist
- Amendola, Giuseppe (1759–1808), italienischer Komponist und Musikpädagoge
- Améndola, Guiscardo (1906–1972), uruguayischer Maler
- Amendola, Mario (1910–1992), italienischer Filmregisseur
- Amêndola, Orlando (1899–1974), brasilianischer Schwimmer und Wasserballspieler
- Amendola, Scott (* 1969), US-amerikanischer Jazz-Schlagzeuger und Bandleader
- Amendola, Toni (* 1931), italienischer Schauspieler, Filmproduzent und Filmregisseur
- Amendola, Tony (* 1951), US-amerikanischer SchauspielerTony Amendola (* 1951)

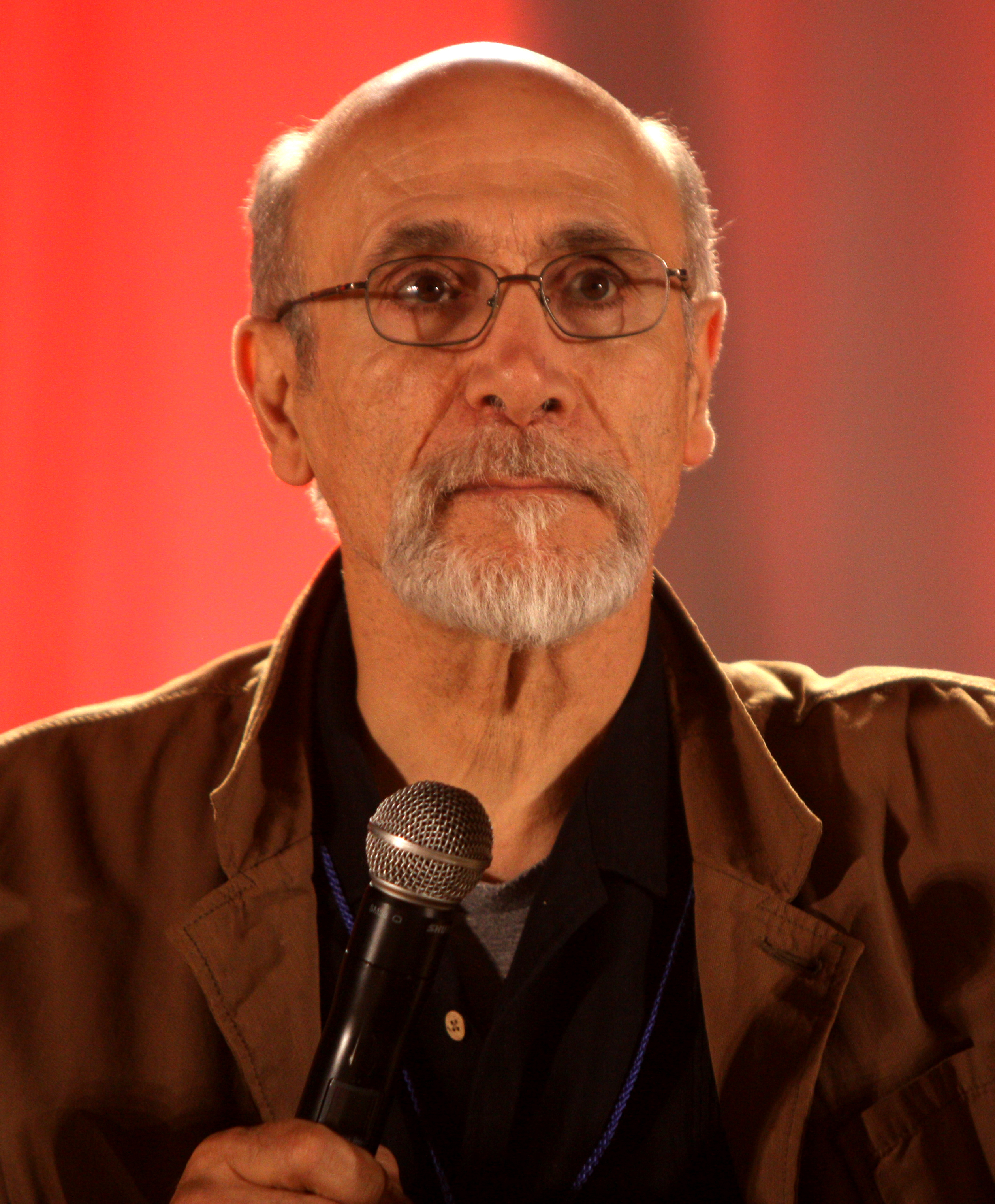
Tony Amendola (* 1951)

- Amendt, Gerhard (* 1939), deutscher Soziologe
- Amendt, Gottfried (* 1945), deutscher römisch-katholischer Priester
- Amendt, Günter (1939–2011), deutscher Sozialwissenschaftler, Sexualwissenschaftler, Drogenexperte und Autor
- Amendt, Rudolf (1895–1987), deutsch-amerikanischer Schauspieler
- Amene, Dubem (* 2002), nigerianischer Sprinter
- Amenemhab, Bürgermeister von Theben
- Amenemhet, ägyptischer Gaufürst
- Amenemhet, Fürst von Teh-chet
- Amenemhet, Gaufürst und königlicher Siegelverwalter unter Ahmose und Amenophis I.
- Amenemhet, altägyptischer Wesir
- Amenemhet I. († 1965 v. Chr.), altägyptischer König; 1. Pharao der 12. Dynastie
- Amenemhet II., altägyptischer König der 12. Dynastie
- Amenemhet III., altägyptischer KönigAmenemhet III.

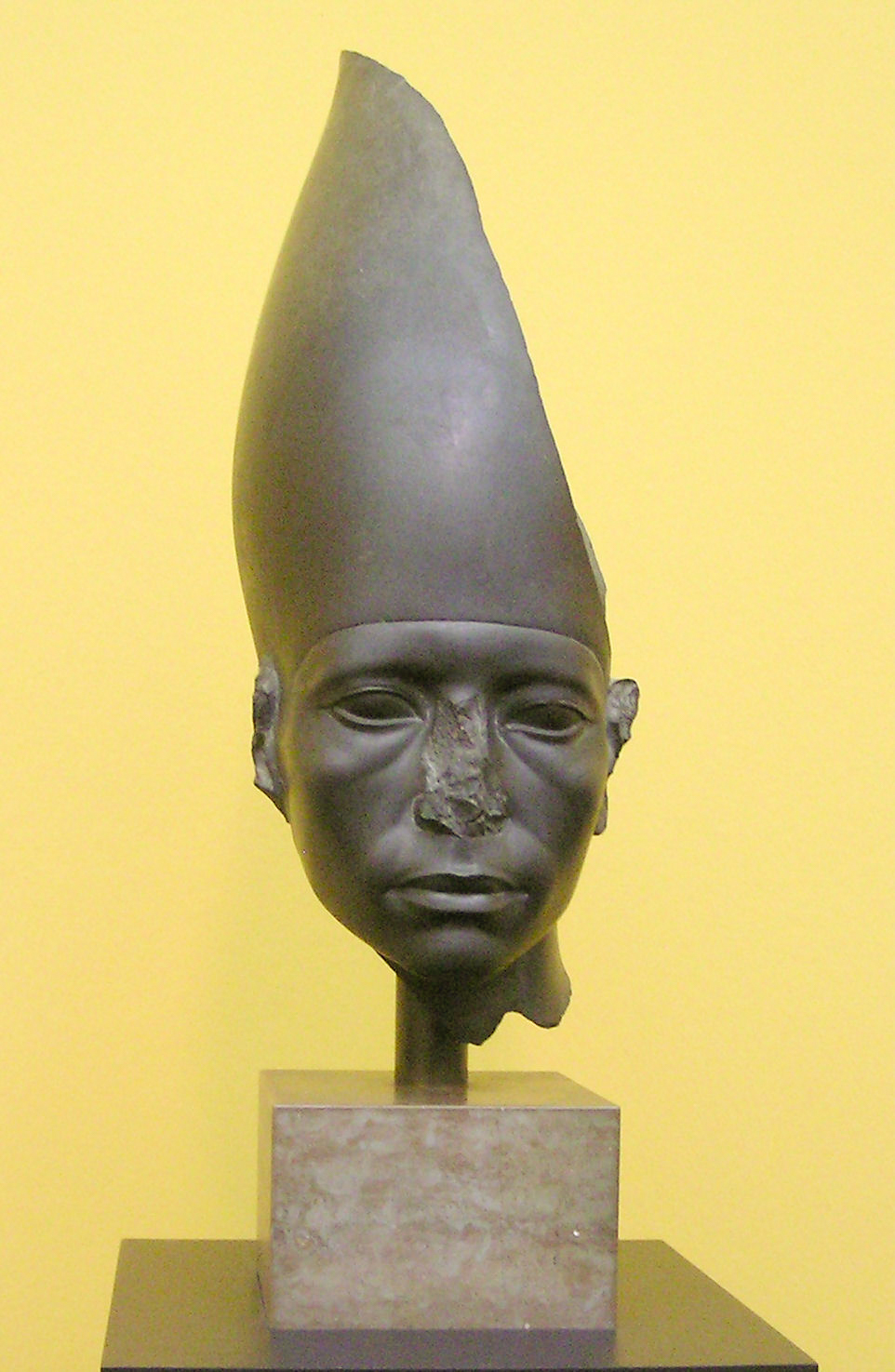
Amenemhet III.

- Amenemhet IV., altägyptischer König der 12. Dynastie
- Amenemhet Surer, ägyptischer Beamter des Neuen Reichs
- Amenemhet V., altägyptischer König der 13. Dynastie
- Amenemhet VI., altägyptischer König
- Amenemhet VII., altägyptischer König der 13. Dynastie
- Ameneminet, ägyptischer Beamter unter Ramses II.
- Amenemnesut, ägyptischer Pharao
- Amenemone, altägyptischer Goldschmied und Vorsteher der Handwerker
- Amenemope, altägyptischer Beamter
- Amenemope, altägyptischer Hohepriester der Mut
- Amenemope, Vizekönig von Kusch
- Amenemope, Wesir
- Amenemope, ägyptischer Beamter unter Sethos I.
- Amenemope, 4. Herrscher der 21. Dynastie im Alten Ägypten (996 – 985 v. Chr.)Amenemope

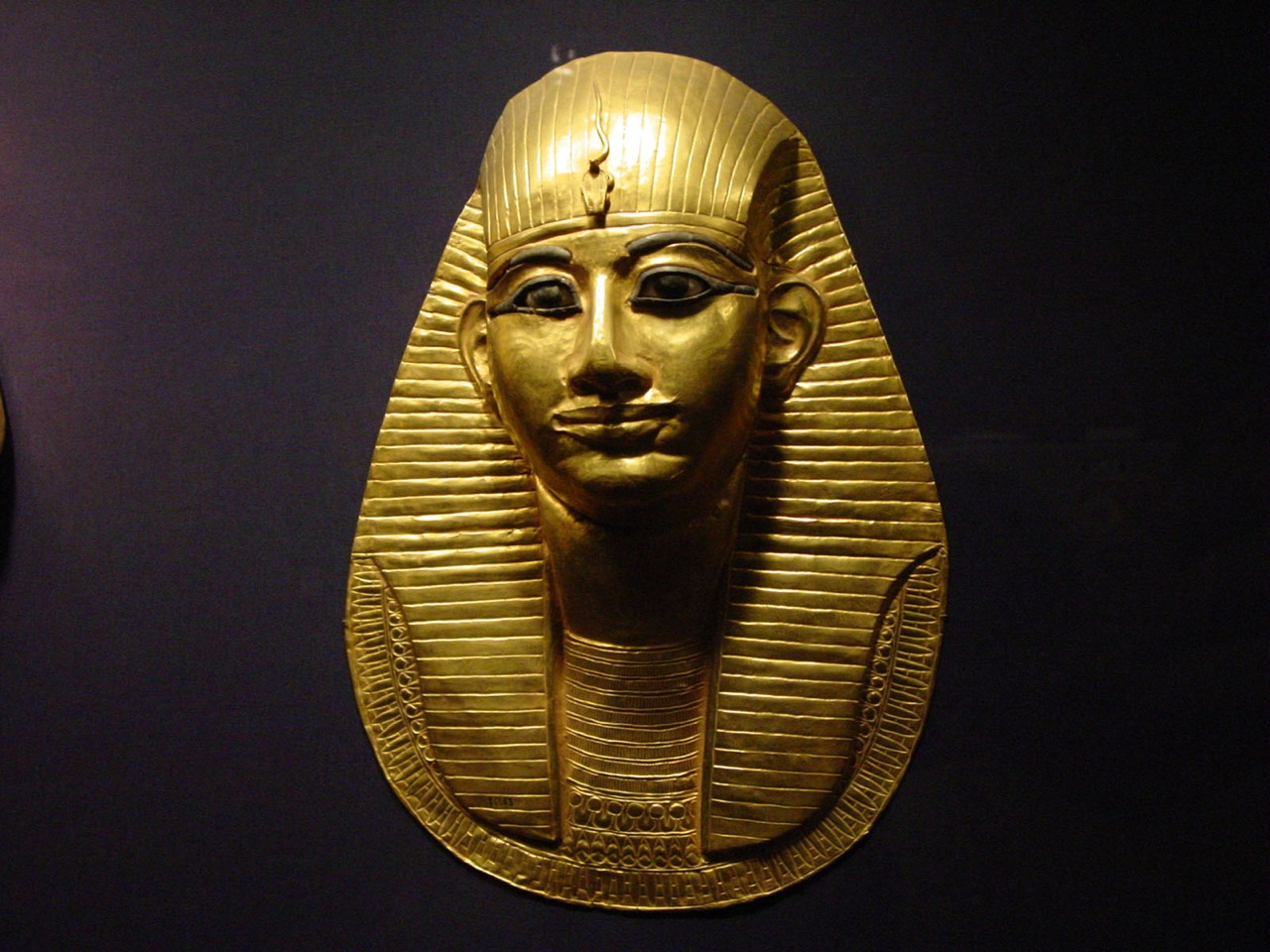
Amenemope

- Amenemopet, altägyptischer Schatzhausvorsteher
- Amenemwia, Bürgermeister von Heliopolis
- Amengual Astaburuaga, René (1911–1954), chilenischer Komponist
- Amengual, Claudia (* 1969), uruguayische Schriftstellerin, Dozentin und Übersetzerin
- Amengual, Joan Josep (1796–1876), mallorquinischer Schriftsteller, Rechtsanwalt und Philologe
- Amenhotep, altägyptischer Beamter
- Amenhotep, altägyptischer Schatzmeister
- Amenhotep, Obervermögensverwalter im alten Ägypten zur Zeit des Neuen Reichs
- Amenhotep, Obervermögensverwalter unter König Amenophis III.
- Amenhotep, Wesir
- Ameni Qemau, altägyptischer König der frühen 13. Dynastie
- Ameni-seneb, Bürgermeister auf Elephantine
- Amenia, erste Ehefrau von Haremhab
- Amenirdis I., Tochter des Kaschta, Gottesgemahlin des Amun
- Amenirdis II., Tochter des Taharqa, Gottesgemahlin des Amun
- Amenmesse († 1200 v. Chr.), ägyptischer Pharao der 19. DynastieAmenmesse († 1200 v. Chr.)

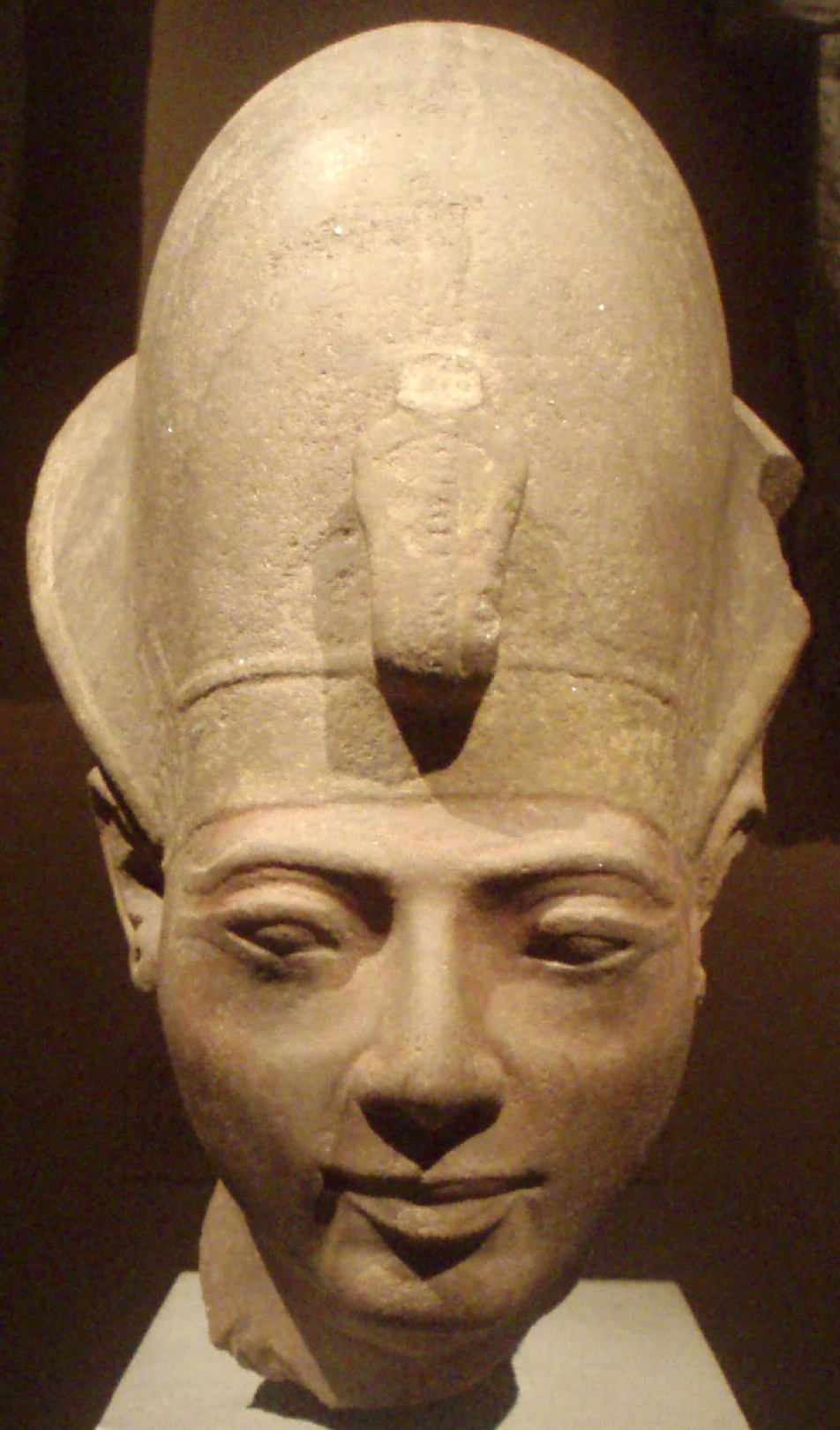
Amenmesse († 1200 v. Chr.)

- Amenmose, Bürgermeister von Theben unter König Ramses IV. bis Ramses VI.
- Amenophis (Bildhauer in Theben), altägyptischer Bildhauer
- Amenophis (Bildhauer in Abydos), altägyptischer Bildhauer
- Amenophis, altägyptischer Bürgermeister von Memphis
- Amenophis, altägyptischer Goldschmied
- Amenophis, altägyptischer Schreiber und Architekt
- Amenophis (Umrisszeichner in Memphis), altägyptischer Umrisszeichner
- Amenophis (Umrisszeichner in Theben), altägyptischer Umrisszeichner
- Amenophis, Hohepriester des Amun unter König Ramses IX. bis Ramses XI.
- Amenophis, Wesir unter Amenophis III. und Sohn des Hapu
- Amenophis I., altägyptischer König der 18. Dynastie (1525–um 1504 v. Chr.)
- Amenophis II., ägyptischer König der 18. Dynastie (um 1425 – um 1397 v. Chr.)
- Amenophis III., 9. altägyptischer Pharao der 18. DynastieAmenophis III.

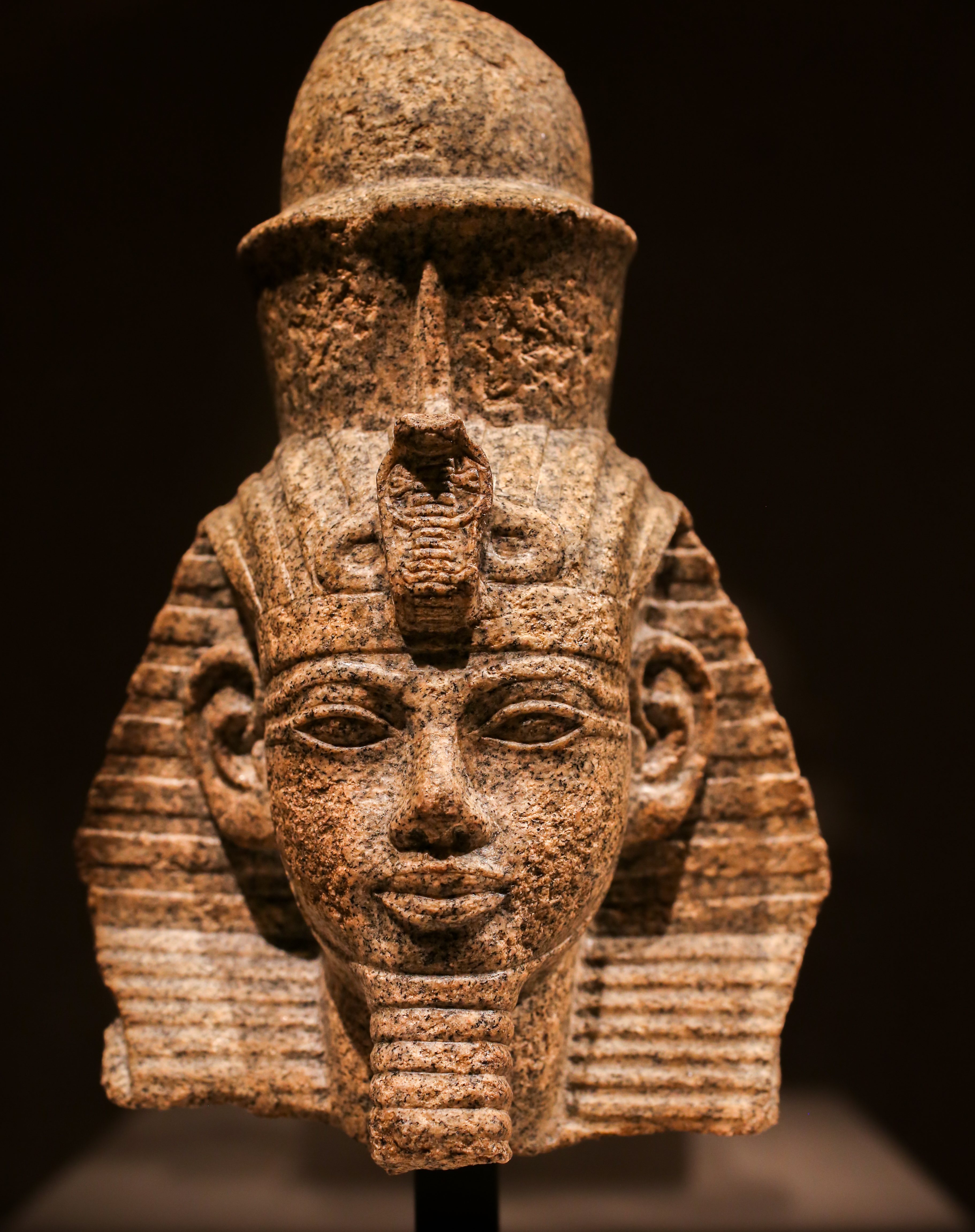
Amenophis III.

- Amenowode, Joseph, ghanaischer Regionalminister
- Ament, Hermann (* 1936), deutscher Prähistoriker
- Ament, Jeff (* 1963), US-amerikanischer Rockmusiker
- Ament, Peter (1957–2021), deutscher Fußballspieler
- Ament, Walton C. (1907–1968), US-amerikanischer Filmproduzent und Anwalt
- Ament, Wilhelm (1876–1956), deutscher Psychologe und Verleger
- Ameny, altägyptischer Wesir
- Amenyido, Etienne (* 1998), deutsch-togoischer Fußballspieler

### Ameo
- Ameobi, Sammy (* 1992), nigerianischer Fußballspieler
- Ameobi, Shola (* 1981), englisch-nigerianischer Fußballspieler

### Amep
- Amepou, Yolarnie (* 1988), papua-neuguineische Zoologin und Naturschützerin

### Amer
- Amer i Homar, Miquel Victorià (1824–1912), mallorquinischer Dichter und Bibliophiler
- Amer, Abd al-Hakim (1919–1967), ägyptischer GeneralAbd al-Hakim Amer (1919–1967)

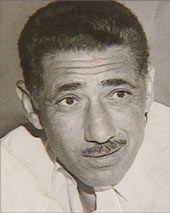
Abd al-Hakim Amer (1919–1967)

- Amer, Charles (1911–2012), englischer Unternehmer und Fußballvereinspräsident
- Amer, Ghada (* 1963), ägyptische Künstlerin
- Amer, Karim (* 1984), ägyptischer Filmproduzent
- Amerasinghe, Hamilton Shirley (1913–1980), sri-lankischer Politiker und Diplomat
- Amerbach, Basilius (1533–1591), Schweizer Jurist und Kunstsammler
- Amerbach, Bonifacius (1495–1562), schweizerischer Jurist, Komponist und Humanist
- Amerbach, Johann († 1513), Drucker und Verleger der Frühdruckzeit/Inkunabelzeit
- Amerbach, Veit († 1557), deutscher Gelehrter und Humanist
- Amerbacher, Wolfgang (1921–1971), deutscher Schauspieler, Hörspiel- und Synchronsprecher
- Amereau, Avery (* 1991), US-amerikanische Opernsängerin (Mezzosopran/Alt)
- Amerell, Manfred (* 1947), deutscher Fußballfunktionär und -schiedsrichter
- Amereller, Paul (* 1991), schweizerisch-französischer Jazz- und Fusionmusiker (Schlagzeug)
- Ameresekere, Asitha (* 1971), britischer Filmregisseur
- Amerhauser, Martin (* 1974), österreichischer Fußballspieler und -trainer
- Ameri, Christian, französischer Schauspieler
- Ameri, Said (* 2003), algerischer Langstreckenläufer
- Ameri, Saif Al (* 1998), Eishockeyspieler aus den Vereinigten Arabischen Emiraten
- Ameriane, Sail (1894–1953), algerischer und französischer Anarchist
- America-Francisca, Charetti (* 1981), niederländische Politikerin
- American Horse I († 1876), indianischer Häuptling der Oglala-Lakota-Sioux
- American Horse II (1840–1908), Häuptling der Oglala-Lakota
- Americano, Luiz (1900–1960), brasilianischer Klarinettist, Saxophonist und Komponist
- Américo (* 1977), chilenischer Sänger
- Américo, Mário (1912–1990), brasilianischer Physiotherapeut, Betreuer der brasilianischen Fußballnationalmannschaft
- Américo, Pedro (1843–1905), brasilianischer Maler
- Americo, Thomas (1958–1999), osttimoresisch-indonesischer Boxer
- Amerie (* 1980), US-amerikanische Sängerin
- Amerika, Katrīna (* 1991), lettische Schachspielerin
- Amerikanos, Giorgos (1942–2013), griechischer Basketballspieler und -trainer
- Ameriks, Andris (* 1961), lettischer Politiker, MdEP
- Ameriks, Karl (1947–2025), US-amerikanischer Philosoph
- Ameringer, Oscar (1870–1943), US-amerikanischer Publizist
- Amerio, Achille (* 1948), italienischer Diplomat
- Amerio, Romano (1905–1997), römisch-katholischer Philosoph und Altphilologe
- Amerlan, Frieda (1841–1924), deutsche Jugendschriftstellerin
- Amerling, Friedrich von (1803–1887), österreichischer MalerFriedrich von Amerling (1803–1887)

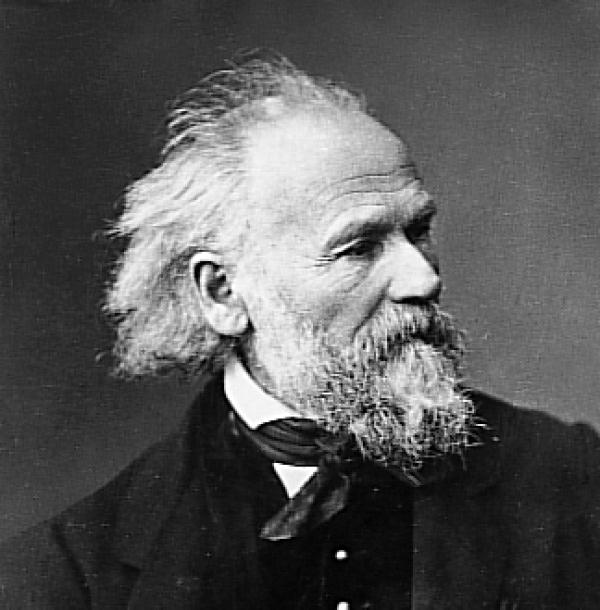
Friedrich von Amerling (1803–1887)

- Amerling, Karel Slavoj (1807–1884), tschechischer Pädagoge, Schriftsteller und Philosoph
- Amerling, Melitta (* 1895), österreichische Opernsängerin der Stimmlagen Alt und Sopran
- Amerman, Lemuel (1846–1897), US-amerikanischer Politiker
- Amero, Emilio (1901–1976), mexikanischer Künstler
- Amerongen, Friedrich von (1878–1955), deutscher Maler
- Amerongen, Thijs van (* 1986), niederländischer Cyclocross- und Straßenradrennfahrer
- Amers-Morrison, Andrew, britischer Fußballtrainer
- Amersbach, Karl (1884–1952), deutscher Mediziner und Hochschullehrer
- Amersdorffer, Alexander (1875–1946), deutscher Kunsthistoriker und Ministerialbeamter
- Amersdorffer, Heinrich (1905–1986), deutscher Maler, Grafiker und Kunsterzieher
- Amersfoort, Gerhard, deutscher Buchhändler und Renaissance-Humanist
- Amersfoort, Pelle van (* 1996), niederländischer Fußballspieler
- Amershi, Julian (* 1980), deutscher Journalist und Dokumentarfilmer
- Amersin, Ferdinand (* 1838), österreichischer Schriftsteller und Arzt
- Amerson, A. Binion (1936–2017), US-amerikanischer Arachnologe, Ornithologe und Ökologe
- Amerson, Doug, US-amerikanischer Rockabilly-Musiker
- Amertil, Christine (* 1979), bahamaische Leichtathletin
- Ameruoso, Timo (* 1978), deutscher Pferdemediator
- Amery, Carl (1922–2005), deutscher Schriftsteller und Umweltaktivist
- Améry, Jean (1912–1978), österreichischer Schriftsteller
- Amery, John (1912–1945), britischer politischer Aktivist
- Amery, Julian (1919–1996), britischer Politiker, Mitglied des House of Commons und des House of Lords
- Amery, Leopold Stennett (1873–1955), britischer Politiker, Mitglied des House of Commons
- Amery, Richard (* 1951), australischer Politiker, Mitglied der Legislativversammlung und Minister von New South Wales

### Ames
- Ames, Abie (1918–2002), US-amerikanischer Boogie-Woogie-Pianist
- Ames, Adelaide (1900–1932), US-amerikanische Astronomin
- Ames, Adelbert (1835–1933), US-amerikanischer Politiker und General der Nordstaaten im Amerikanischen Bürgerkrieg und im Spanisch-Amerikanischen Krieg
- Ames, Adrienne (1907–1947), US-amerikanische Filmschauspielerin
- Ames, Alan (* 1953), religiöser Schriftsteller und Prediger
- Ames, Aldrich (* 1941), US-amerikanischer CIA-Angestellter und Doppelagent
- Ames, August (1994–2017), kanadische PornodarstellerinAugust Ames (1994–2017)

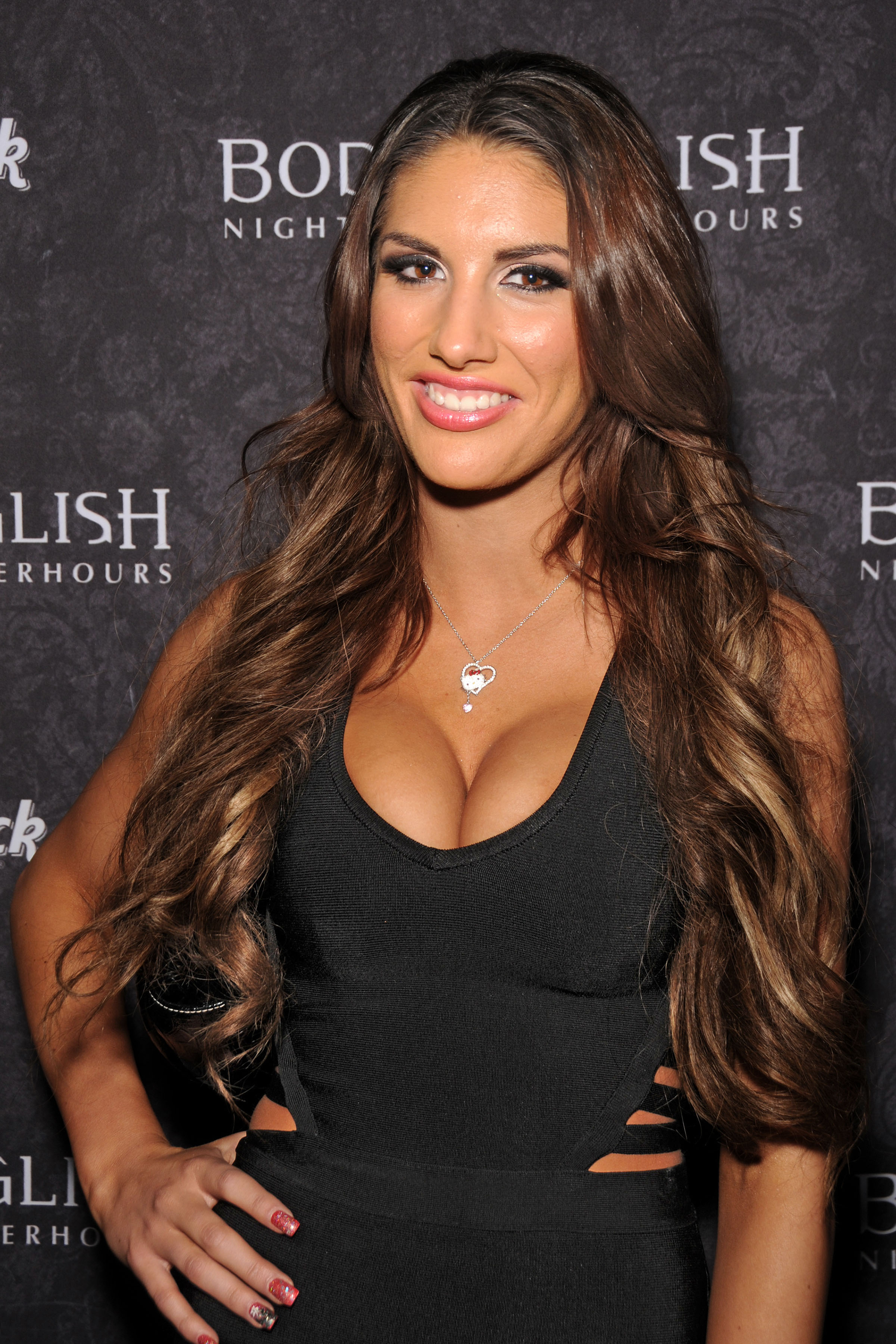
August Ames (1994–2017)

- Ames, Benjamin (1778–1835), US-amerikanischer Politiker
- Ames, Bruce (1928–2024), US-amerikanischer Biochemiker und Molekularbiologe
- Ames, Butler (1871–1954), US-amerikanischer Politiker
- Ames, Cameron, US-amerikanischer Filmeditor
- Ames, David (* 1983), britischer Schauspieler
- Ames, E. Preston (1906–1983), US-amerikanischer Filmarchitekt
- Ames, Ed (1927–2023), US-amerikanischer Popsänger und SchauspielerEd Ames (1927–2023)

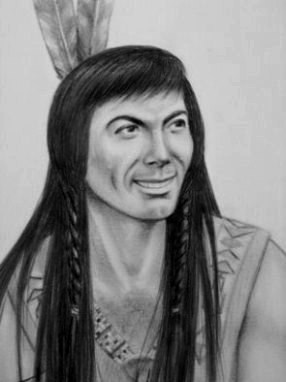
Ed Ames (1927–2023)

- Ames, Elsie (1902–1983), US-amerikanische Schauspielerin, Tänzerin und Komikerin
- Ames, Ezra (1768–1836), englisch-US-amerikanischer Porträtmaler
- Ames, Fisher (1758–1808), US-amerikanischer Politiker
- Ames, Frances (1920–2002), südafrikanische Neurologin, Psychiaterin und Menschenrechtlerin
- Ames, Joseph Alexander (1816–1872), US-amerikanischer Maler
- Ames, Joseph Sweetman (1864–1943), US-amerikanischer Physiker, Gründungsmitglied des National Advisory Committee for Aeronautics und Universitätspräsident
- Ames, Konstantin (* 1979), deutscher Autor
- Ames, Leon (1902–1993), US-amerikanischer Schauspieler
- Ames, Oakes (1804–1873), US-amerikanischer Politiker
- Ames, Oakes (1874–1950), US-amerikanischer Botaniker
- Ames, Oliver (1831–1895), US-amerikanischer Politiker
- Ames, Rachel (* 1929), US-amerikanische Schauspielerin
- Ames, Robert (1934–1983), US-amerikanischer Nachrichtendienstoffizier und der Direktor der Nahostabteilung der CIA
- Ames, Robert (* 1985), englischer Orchesterleiter, Violaspieler und Musikproduzent
- Ames, Stephen (* 1964), kanadischer Golfer
- Ames, Thaddeus H. (1885–1963), amerikanischer Mediziner, Neurologe, Psychiater und Psychoanalytiker
- Ames, William (1576–1633), reformierter Theologe
- Amesbauer, Hannes (* 1981), österreichischer Politiker (FPÖ), Abgeordneter zum NationalratHannes Amesbauer (* 1981)

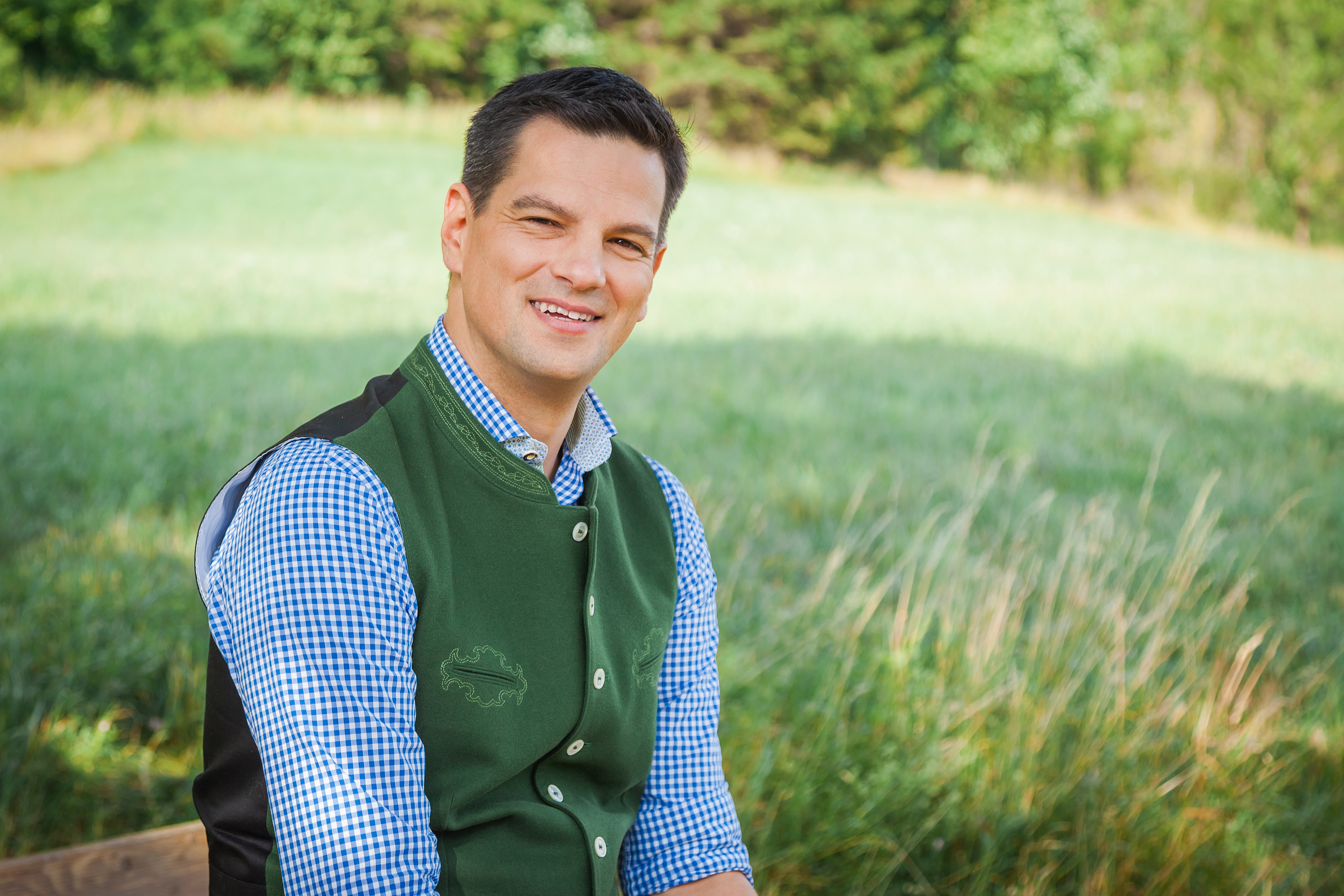
Hannes Amesbauer (* 1981)

- Amesberger, Günter (* 1959), österreichischer Sportwissenschaftler und Hochschullehrer
- Amesberger, Helga (* 1960), österreichische Ethnologin, Soziologin und Politikwissenschaftlerin
- Amesbury, Alexia (* 1951), seychellische Politikerin
- Ameseder, Eduard (1856–1938), österreichischer Maler
- Ameseder, Rudolf (1877–1937), österreichischer Kunsthistoriker, Komponist und Philosoph
- Amésquita, Carlos de, spanischer Marineoffizier
- Amess, David (1952–2021), britischer Politiker der Tories
- Amess, Ron (1937–2011), australischer Eishockeyspieler
- Amestoy, Jeffrey (* 1946), US-amerikanischer Jurist
- Amestris, Königin im antiken Persien

### Amet
- Amet, Arnold (* 1952), papua-neuguineischer Jurist und Politiker
- Amet, Cemal (* 1998), türkischer Fußballspieler
- Amet, Edward Hill (1860–1948), US-amerikanischer Erfinder
- Amet, Jean-François-Charles (1861–1940), französischer Admiral
- Amet-Chan, Sultan (1920–1971), sowjetischer Testpilot
- Ameti, Sanija (* 1992), Schweizer Politikerin
- Ametistow, Jewgeni Wiktorowitsch (* 1940), sowjetischer bzw. russischer Physiker und Hochschullehrer
- Ametov, Beyhan (* 1998), deutsch-nordmazedonischer Fußballspieler
- Ametsreiter, Hannes (* 1967), österreichischer ManagerHannes Ametsreiter (* 1967)

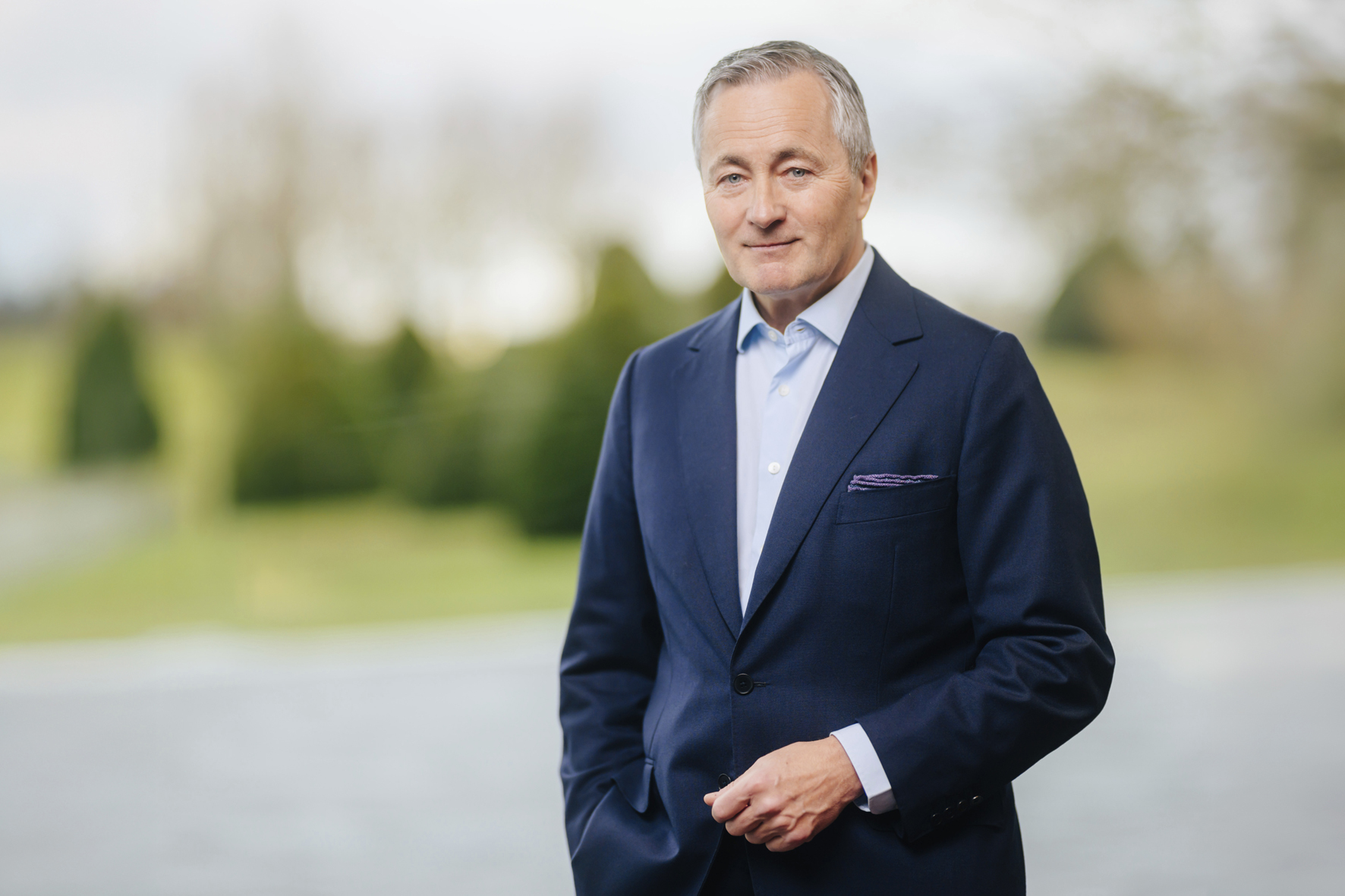
Hannes Ametsreiter (* 1967)

- Amette, Jacques-Pierre (* 1943), französischer Schriftsteller und Literaturkritiker
- Amette, Léon-Adolphe (1850–1920), Erzbischof von Paris

### Ameu
- Ameur, Elene Lucia (* 1994), deutsche Laiendarstellerin und Reality-TV-Teilnehmerin
- Ameur, Mohamed (* 1984), algerischer Geher
- Ameur-Zaïmeche, Rabah (* 1966), französischer Drehbuchautor und Filmregisseur

### Amew
- Amewou, Komlan (* 1983), togoischer Fußballspieler
- Amewu (* 1983), deutscher Hip-Hop-KünstlerAmewu (* 1983)

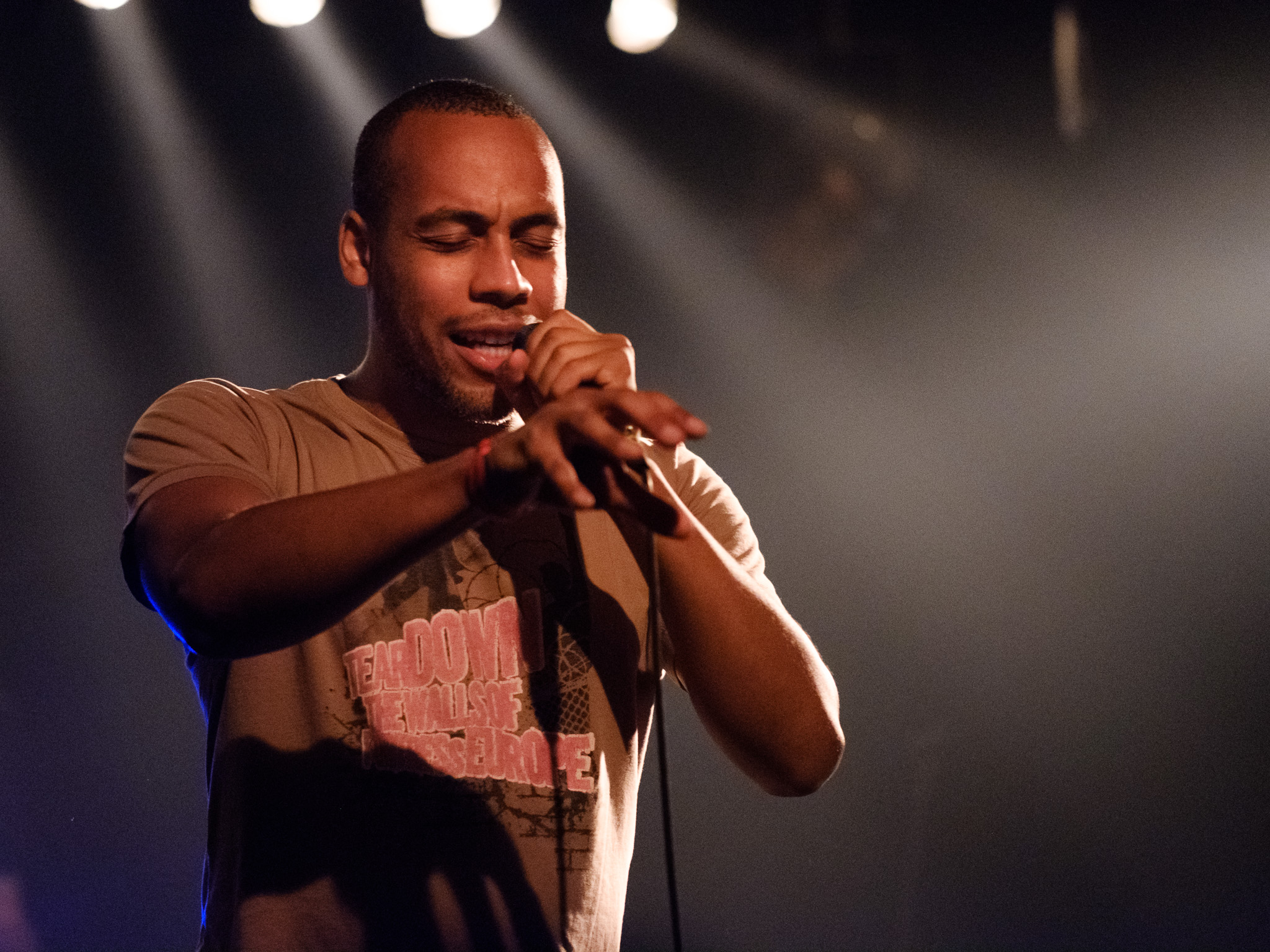
Amewu (* 1983)

### Amey
- Amey, François Pierre (1768–1850), französischer General der Infanterie
- Amey, Paul (* 1973), britischer Triathlet
- Amey, Wisdom (* 2005), italienischer Fußballspieler
- Ameyaw-Akumfi, Christopher (* 1945), ghanaischer Politiker, Minister für Häfen und den Bahnverkehr in Ghana
- Ameyu Martin Mulla, Stephen (* 1964), südsudanesischer Geistlicher, römisch-katholischer Erzbischof von Juba

### Amez
- Amézaga, Juan José de (1881–1956), Präsident von Uruguay
- Amezcua Melgoza, José Luis (* 1938), mexikanischer Geistlicher, emeritierter Bischof von Colima
- Amézcua, Efraín (1907–1970), mexikanischer Fußballspieler
- Ameziane, Mona (* 1994), deutsche Moderatorin
- Amézola, José de (1874–1922), spanischer Pelotaspieler
- Amézquita y Gutiérrez, Perfecto (1835–1900), mexikanischer Ordensgeistlicher und römisch-katholischer Bischof von Tlaxcala